# دهستان سیلاخور
سیلاخور، دهستانی است از توابع بخش سیلاخور شهرستان دورود در استان لرستان ایران.

## جمعیت
براساس سرشماری سال ۱۳۸۵ جمعیت آن ۵٬۵۱۴ نفر (۱٬۳۴۷ خانوار) بوده‌است.